# Durbana setinata
Durbana setinata är en fjärilsart som beskrevs av Felder 1874. Durbana setinata ingår i släktet Durbana och familjen mätare. Inga underarter finns listade i Catalogue of Life.